# Tímpano de La puerta del Infierno

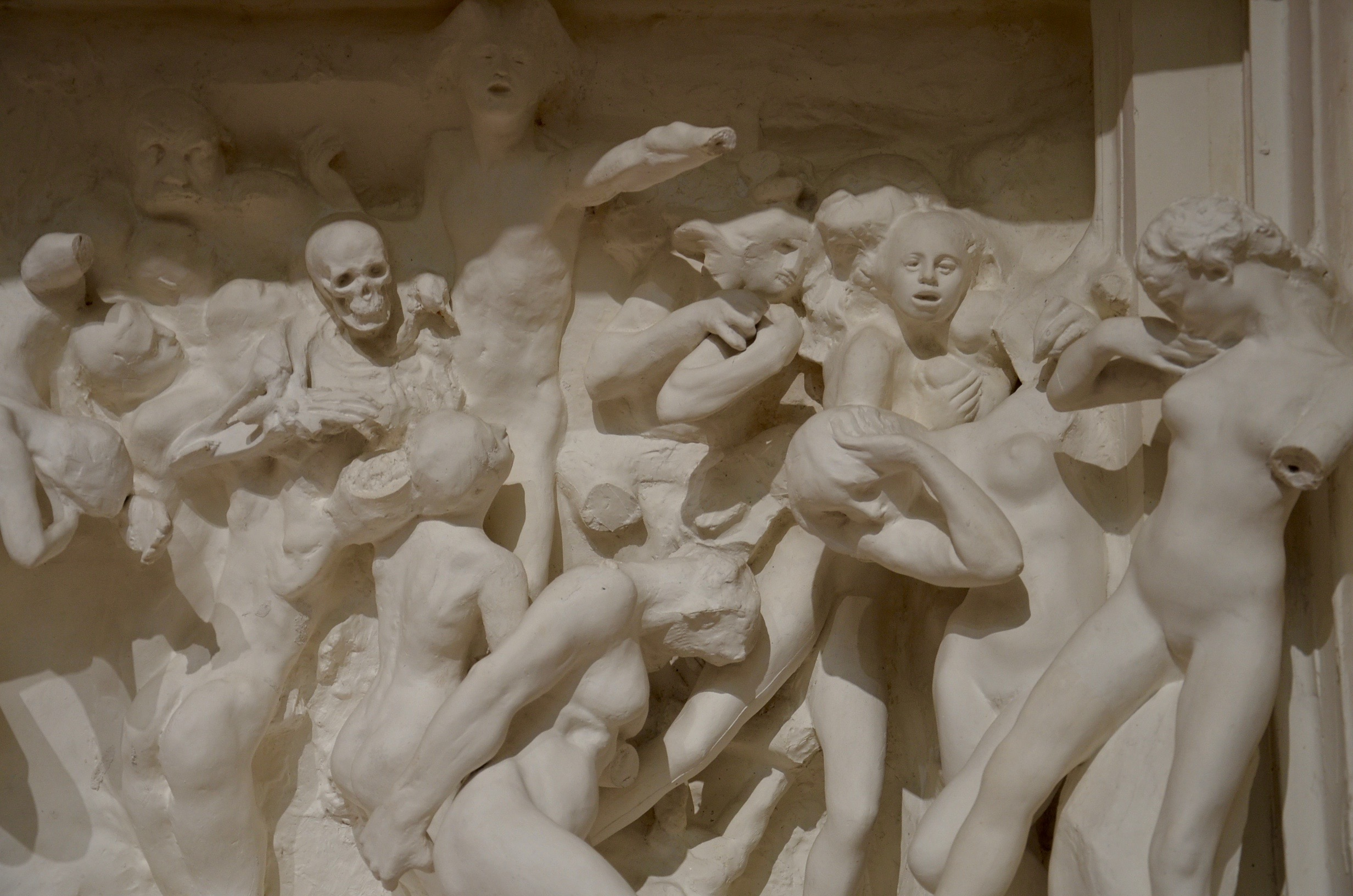
Detalle del tímpano

El tímpano de La puerta del Infierno es una prueba en yeso realizada al final de la vida de Auguste Rodin o poco después de su muerte, para la apertura del museo que lleva su nombre (Museo Rodin).
El objetivo de crear la obra fue permitir que los visitantes del museo pudieran observar mejor los detalles que son difíciles de apreciar en la obra completa. A diferencia de la obra original, no se colocó a El pensador, para dejar visible lo que se encuentra detrás de él.
Al observar la obra de izquierda a derecha, se puede reconocer una figura femenina derivada del Torso de Adele , la Mujer condenada con cabeza de La mártir y una cabeza masculina, la Faunesa arrodillada, dos variantes de La mártir, La mujer en cuclillas, la Meditación y la Faunesa de pie.
El crítico de arte Octave Mirbeau, en su descripción de La puerta del Infierno, indica que el tímpano representa la llegada de los condenados al infierno. 
Bartlett es más detallado al dividir la obra en dos: diferencia la llegada a la izquierda del tímpano; y el juicio de los condenados a la derecha.  Estas identificaciones corresponden a los bajorrelieves que forman el fondo del tímpano: a la izquierda, una multitud que se ubica en la orilla del río Estigia, y a la derecha los condenados, en medio de ellos surge un demonio con el brazo izquierdo extendido. 
Las figuras independientes, añadidas por Rodin delante de estos relieves ausentes en las fotografías de 1887, rompen con la organización de la que el artista parece haberse olvidado.

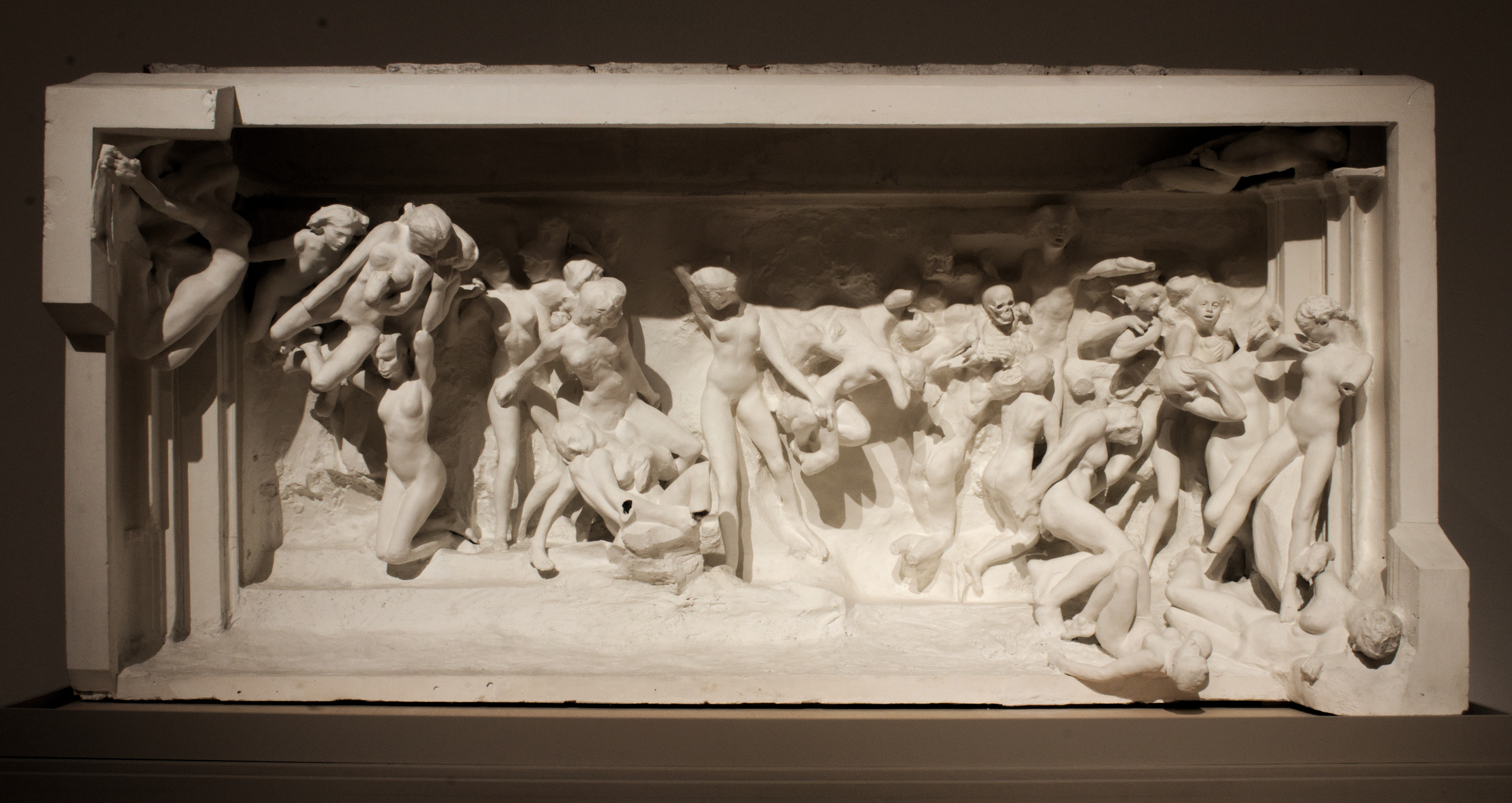
Tímpano de La puerta del Infierno